# Province de Pasto
1823–1831
1835–1857
Entités précédentes :
- Province de Popayán (1823)

Entités suivantes :
- État fédéral de Cauca (1857)

La province de Pasto était une entité administrative et politique de la Nouvelle-Grenade. Elle fut créée en 1823 et dissoute en 1857. Sa capitale était San Juan de Pasto.

## Histoire
La province de Pasto est créée près l'indépendance de la Grande Colombie, où elle fait partie du département de Cauca. 
Après la dissolution de cette dernière, la province fait partie de la république de Nouvelle-Grenade. 
En 1857, la province de Pasto fusionne avec les provinces de Popayán, Cauca (es), Barbacoas, Chocó, Buenaventura et le territoire national du Caquetá et devient l'État fédéral de Cauca.